# تصفيات كأس العالم 2014 (المباريات الفاصلة بين الاتحادات القارية)
من أجل تصفيات كأس العالم لكرة القدم 2014، كان هناك مباريتين ذهاب وإياب في الملحق العالمي لتحديد بطاقتي التأهل المتبقية إلى كأس العالم لكرة القدم 2014.
في كل مواجهة خاض كل فريق مباراتي ذهباب وإياب. الفريقين الفائزين والذين تم تحديدهم حسب النتيجة الاجمالية، حجزوا أماكنهم في نهائيات كأس العالم 2014 في البرازيل.

## الفرق المتأهلة
| الاتحاد القاري | الوضع                                         | فريق       |
| -------------- | --------------------------------------------- | ---------- |
| آسيا           | فائز الدور الخامس (ملحق من أجل المركز الخامس) | الأردن     |
| كونكاكاف       | المركز الرابع في الدور الرابع (السداسي)       | المكسيك    |
| كونميبول       | المركز الخامس في دوري من مرحلتين              | الأوروغواي |
| أوقيانوسيا     | فائز الدور الثالث                             | نيوزيلندا  |

## المباريات
المباريات الأولى لعبت يوم 13 نوفمبر 2013، وأقيمت المباريات الثانية يوم 20 نوفمبر 2013.

### آسيا – أمريكا الجنوبية
| الفريق الأول | إجم. | الفريق الثاني | مباراة الذهاب | مباراة الإياب |
| ------------ | ---- | ------------- | ------------- | ------------- |
| الأردن       | 0–5  | الأوروغواي    | 0–5           | 0–0           |

#### المباراة الأولى
| الأردن | 0–5   | الأوروغواي                                                          |
| ------ | ----- | ------------------------------------------------------------------- |
|        | تقرير | م بيريرا 22' · ستواني 42' · لوديرو 69' · رودريغز 78' · كافاني 90+2' |

#### المباراة الثانية
| الأوروغواي | 0–0   | الأردن |
| ---------- | ----- | ------ |
|            | تقرير |        |

أوروغواي فازت 5–0 في مجموع المباراتين وتأهلت إلى كأس العالم لكرة القدم 2014.

### أمريكا الشمالية – أوقيانوسيا
| الفريق الأول | إجم. | الفريق الثاني | مباراة الذهاب | مباراة الإياب |
| ------------ | ---- | ------------- | ------------- | ------------- |
| المكسيك      | 9–3  | نيوزيلندا     | 5–1           | 4–2           |

#### المباراة الأولى
| المكسيك                                                  | 5–1   | نيوزيلندا |
| -------------------------------------------------------- | ----- | --------- |
| أغيلار 32' · خيمينيز 40' · بيرالتا 48'، 80' · ماركيز 84' | تقرير | جيمس 85'  |

#### المباراة الثانية
| نيوزيلندا                    | 2–4   | المكسيك                          |
| ---------------------------- | ----- | -------------------------------- |
| جيمس 80' (ركلة.) · فالون 83' | تقرير | بيرالتا 14'، 29'، 33' · بنيا 87' |

المكسيك فازت 9–3 في مجموع المباراتين وتأهلت إلى كأس العالم لكرة القدم 2014.

## الهدافين
5 أهداف
- أوريبه بيرالتا

هدفين
- كريس جيمس

هدف واحد
| - بول أغيلار - رائول خيمينيز - رافائل ماركيز - كارلوس بنيا | - روري فالون - ماكسيميليانو بيريرا - كريستيان ستواني | - نيكولاس لوديرو - كريستيان رودريغز - ادينسون كافاني |

## وصلات خارجية
- نتائج ومباريات على الاتحاد الدولي لكرة القدم.com
- القرعة التمهيدية